# From Here to Now to You
From Here to Now to You é o sexto álbum de estúdio do cantor e compositor Jack Johnson. Este disco foi lançado em 17 de setembro de 2013.

## Faixas
| CD  |                               |         |  |
| N.º | Título                        | Duração |  |
| 1.  | "I Got You"                   | 2:59    |  |
| 2.  | "Washing Dishes"              | 3:26    |  |
| 3.  | "Shot Reverse Shot"           | 3:10    |  |
| 4.  | "Never Fade"                  | 4:02    |  |
| 5.  | "Tape Deck"                   | 3:21    |  |
| 6.  | "Don't Believe a Thing I Say" | 3:14    |  |
| 7.  | "As I Was Saying"             | 3:45    |  |
| 8.  | "You Remind Me of You"        | 2:24    |  |
| 9.  | "Radiate"                     | 4:15    |  |
| 10. | "Ones and Zeros"              | 2:27    |  |
| 11. | "Change"                      | 3:14    |  |
| 12. | "Home"                        | 3:01    |  |

## Recepção comercial
O álbum estreou em primeiro lugar na Billboard 200, a principal parada musical dos Estados Unidos, após vender mais de 120 mil cópias na primeira semana de vendas naquele país.

## Tabelas

### Paradas musicais
| Paradas (2012)                            | Melhor posição |
| ----------------------------------------- | -------------- |
| Alemanha (Offizielle Deutsche Charts)     | 9              |
| Austrália (ARIA Charts)                   | 3              |
| Áustria (Ö3 Austria Top 40)               | 5              |
| Bélgica (Flanders Ultratop 50)            | 8              |
| Bélgica (Valônia Ultratop 40)             | 19             |
| Canadá (Canadian Albums Chart)            | 1              |
| Espanha (PROMUSICAE)                      | 21             |
| França (SNEP)                             | 27             |
| Itália (FIMI)                             | 17             |
| Noruega (VG-lista)                        | 19             |
| Nova Zelândia (RIANZ)                     | 3              |
| Países Baixos (MegaCharts)                | 8              |
| Portugal (AFP)                            | 12             |
| Suíça (Schweizer Hitparade)               | 5              |
| Reino Unido (UK Albums Chart)             | 7              |
| Estados Unidos (Billboard 200)            | 1              |
| Estados Unidos (Billboard Digital Albums) | 1              |

### Certificações
| País   | Certificador | Certificação |
| ------ | ------------ | ------------ |
| Canadá | MC           | Ouro         |

## Pessoal
- Jack Johnson - vocais, guitarra, ukulele, dobro, percussão
- Adam Topol - bateria, percussão
- Merlo Podlewski - baixo, piano, guitarra
- Zach Gill - piano, wurlitzer, glockenspiel, acordeão, melodica, vocaiss, baixo kalimba
- Ben Harper - colaboração na canção "Change"